# Font del Boix (Coll de Nargó)
La Font del Boix és una font del municipi de Coll de Nargó, a la comarca de l'Alt Urgell. Està situada dins de la Muntanya del Bosc de Sallent.